# Wally Lopez
Wally Lopez, właśc. Ángel David López Álvarez (ur. 1976 w San Blas) – hiszpański DJ i producent muzyczny.

## Dyskografia

### Single
- 1995: "Child Game"
- 1996: "Wally's Groove"
- 1996: "Winzifu?"
- 1997: "Jeffrie Thomas"
- 2000: "Amman"
- 2000: "Triax 250"
- 2000: "Scuba Diver"
- 2001: "Amman E.P."
- 2001: "Disco Night"
- 2002: "Alone In The Dark"
- 2002: "No More (We're Fucked)"
- 2003: "Factorizando" (Fafa Monteco Presents Wally Lopez)
- 2003: "Voilá"
- 2003: "I'm Coming To London"
- 2003: "The Vibe"
- 2003: "Tribute To Acid House"
- 2003: "San Blasdisco"
- 2003: "Nixon Tells The Truth" (con Cesar Del Rio)
- 2004: "Absolut Wally Lopez"
- 2004: "Le Mans EP" (con Cesar Del Rio)
- 2004: "Going Insane " (con David Ferrero)
- 2005: "Ça C'est Paris" (con David Ferrero)
- 2005: "Love Time"
- 2005: "Do You Wanna Dance With Me?"
- 2006: "Shake It Like"
- 2006: "Don't You"
- 2006: "Seven Days And One Week 2006 / Last Odissey"
- 2006: "Strike Me Down" (con  René Amesz & Peter Gerdelblom)
- 2006: "Dark Sweet Piano 2006"
- 2006: "On The Dancefloor / Made In Spain"
- 2006: "Outside / Strings Action"
- 2008: "Burning Inside" (con Hadley & Dani-Vi)
- 2008: "Go Ahead!"
- 2008: "Hijinx"
- 2008: "Wideband EP"
- 2009: "Planet Earth"
- 2009: "Planetaria" (con Zoo Brazil)
- 2009: "Close To Me"
- 2010: "Noche Sin Luna" (feat Hugo)
- 2010: "Seven Days And One Week 2010"
- 2010: "LoL / Incredible Experience"
- 2010: "Dig It"
- 2010: "Rocking Year"
- 2010: "Save Love" (con Ismael Rivas)
- 2010: "Iuvenis"
- 2011: "Yeah"
- 2011: "Shamba" (con Richard Dinsdale)
- 2011: "American People"
- 2011: "Welcome Home"
- 2011: "Serenade" (con Audio Junkies)
- 2011: "Power To You"
- 2001: "Running Out E.P."
- 2011: "Esa Boca Linda" (con MYNC)
- 2011: "What Are You Doing"
- 2011: "No Ode"
- 2011: "No Pare La Música" (con MYNC & Laura Woods)
- 2011: "House of Mine"
- 2011: "Malditos Meteoritos" (con Tocadisco)
- 2011: "Coolest"
- 2012: "Arent You" (con Ismael Rivas)
- 2012: "Drums Revenge"
- 2012: "Fierce / Switch" (con Richard Dinsdale)
- 2012: "Keep Running the Melody" (con Kreesha Turner)
- 2012: "You Can't Stop the Beat" (con Jamie Scott)
- 2013: "Dalt Vila" (con Laura White & Sister Bliss)
- 2013: "Now is the time" (con Jasmine V)

### Remiksy
1997:
- Chillouters – "Cool Sensation"

2002:
- Colours – "Another One"
- The Ananda Project – "Cascades Of Colour"
- James Douglas – "Out Of Your Mind"
- Kolaborators – "Music All Around"
- Naymi – "Friday Night Forever"
- 68 Beats – "Free Your Mind"
- ATFC – "Erotik" (Wally & Kucho Remix)
- Dark Suite – "Dark Sweet Piano"
- Mónica Naranjo – "No Voy A Llorar" / "Ain't It Better Like This"
- Information Society – "Running"
- DJ Dero – "Tuk Tak" (Dr Kucho & Wally López Remix)
- Miguel Bosé – "Sereno"
- Indart, Trotz & Rando – "Virus"
- Dimas & Martínez - "The Flame"
- La Fabrique Du Son – "Fight To Be Free"

2003:
- Electroglide – "What You Need"
- DJ Reche – "KWM"
- Dirty Vegas – "I Should Know"
- David Guetta feat. Chris Willis – “Just a Little More Love”
- Andrea Doria - "Bucci Bag"
- Aloud – "Rocky XIII"
- SSL – "Follow Me"
- La Oreja De Van Gogh – "Bonustrack"
- Xperimental Shop – "Going Back To My Roots"
- Santacana – "El Apóstol"
- Gloria G – "Baila En El Sol"
- A J Scent – "The Charleston"
- Valentino – "Flying"
- Waiting For The Writer – "My Generation"
- Sergio Serrano – "Give Me Your Guchi"
- Bini & Martini – "Say Yes"
- Carlos Manaça, Chus & Ceballos  – "Strong Rhythm"

2004:
- Holly James – "Touch It"
- Paul Jackson & Steve Smith – "The Push (Far From Here)"
- Didier Sinclair & DJ Chris Pi – "Groove 2 Me"
- Enigma – "Boum-Boum"
- ShinyGrey - "Why"
- Alex Cartañá – "Hey Papi"
- Dark Globe Feat. Amanda Ghost - "Break My World"
- The Drumbums – "Circus Parade"
- Dark Suite feat. Aura – "I Believe In Bacardi"
- David Guetta feat. Chris Willis & Moné – “Money”
- Tiësto Feat. Kirsty Hawkshaw – "Just Be"
- Ferry B Feat. Laya B – "You Need A Dream"
- Dark Globe – "Break My World"
- Sergio Serrano – "World Day"
- Robbie Rivera – "Which Way You're Going"

2005:
- Marco V –  "Second Bite"
- Lovesky – "Runaway"
- Coca + Villa – "Amanece"
- Adon Oliver - "Bullet"
- Hipnotik –  “El Patio De "Los Dolores"”

2006:
- Âme – "Rej"
- David Amo & Julio Navas Pres. Paco Maroto – "Electronic Electro"
- Soul Seekerz Feat. Kate Smith – "Party For The Weekend"
- Bob Sinclar – "World, Hold On (Children of the Sky)"
- Bit Crushers – "Love Takes So Long"
- Ismael Rivas & Ivan Pica – "X Channel"

2007:
- The Factory – "Couldn't Love You More"
- Marta Sánchez – "Superstar"
- Paolo Mojo – "JMJ"
- Claude VonStroke – "Who's Afraid Of Detroit"
- Steve Angello & Sebastian Ingrosso – "Click"

2008:
- Mark Knight & Funkagenda – "Shogun"
- Patric La Funk – "Malus"
- Moguai – "Kick Out The Jams"
- Sharam Jey – "Shake Your"
- Ash Turner – "Eclipsed"
- Greg Cerrone – "The Block"
- Toni Varga – "Fuck It"
- Steve Nocerino, Glovibes, Leonardo Abbate – "Cod Liver Oil"
- Robbie Rivera feat. Lizzie Curious – "Star Quality"

2009:
- Cosmic Gate Feat. Kyler England – "Flatline"
- Denis A – "Tsunami"
- David Jiménez – "Barca"
- Mad8 & Shawn Christopher – "Just Another Sleepless Night"
- Dark Suite feat. Aura - "I Believe In Angels"

2010:
- Miguel Bosé - "El Perro"
- Dave Martins & Kenny Ground – "Road To Madrid"
- Siwell – "Let's Funky"
- Ismael Rivas – "Time Is Over"
- E.M. – "Muchacha De Mar"
- Varios Artistas – "Ay Haití "
- Nick & Danny Chatelain – "Fast"
- Rhythm Masters, MYNC feat. Wynter Gordon – "I Feel Love"
- Samantha James – "Illusions"
- Mihalis Safras – "La Samba Di Chicos"

2011:
- Chris Maiberger – "Solid State"
- ATFC – "It's Over"
- Mendo & SM (Soulrack, Mikel_E) – "I Like It"
- Nicole Moudaber - "I Got Cash"

2012:
- Wally López feat. Hadley – Burning Inside (Wally López 2012 Rework)
- Cevin Fisher – Down In My Soul
- Joy Kitikonti – "Zonzelle"

2013:
- Wally López feat. Jamie Scott – You Can´t Stop The Beat (Wally López Factomania Remix)